# Kevin O'Neill (dessinateur)
Pour les articles homonymes, voir Kevin O'Neill.
Kevin O'Neill (né le 22 août 1953 à Eltham (Grand Londres) et mort le 3 novembre 2022 à Londres,) est un illustrateur de comics britannique.
Il est surtout connu pour son travail sur La Ligue des gentlemen extraordinaires (avec Alan Moore), Marshal Law et Nemesis the Warlock (avec Pat Mills).

## Récompenses
- 2003 : 
  - Prix Eisner de la meilleure mini-série (avec Alan Moore) et du meilleur dessinateur/encreur pour La Ligue des gentlemen extraordinaires vol. 2
  - Prix Harvey de la meilleure série pour La Ligue des gentlemen extraordinaires (avec Alan Moore)
  -  Prix Micheluzzi de la meilleure bande dessinée pour La Ligue des gentlemen extraordinaires (avec Alan Moore)
- 2004 :
  - Prix Harvey (avec Alan Moore) de la meilleure série pour La Ligue des gentlemen extraordinaires vol. II ; du meilleur numéro pour The League of Extraordinary Gentlemen, vol. II, n° 1
  -  Prix Sproing de la meilleure bande dessinée étrangère pour La Ligue des gentlemen extraordinaires t. 2